# Pijnacker-Nootdorp
Pijnacker-Nootdorp es un municipio de la provincia de Holanda Meridional en los Países Bajos. El municipio fue creado en 2002 por la fusión de los antiguos municipios de Pijnacker y Nootdorp. Cuenta con una superficie de 37,36 km², de los que 1,25 km² corresponden a la superficie ocupada por el agua. En abril de 2015 tenía una población de 51.401 habitantes. Forma parte del área metropolitana de La Haya y de la región metropolitana de Róterdam-La Haya. Los núcleos de población que forman el municipio son Delfgauw, Nootdorp y Pijnacker, y las aldeas de Oude Lede dentro del núcleo de Delfgauw y Vlieland en Pijnacker.

## Galería

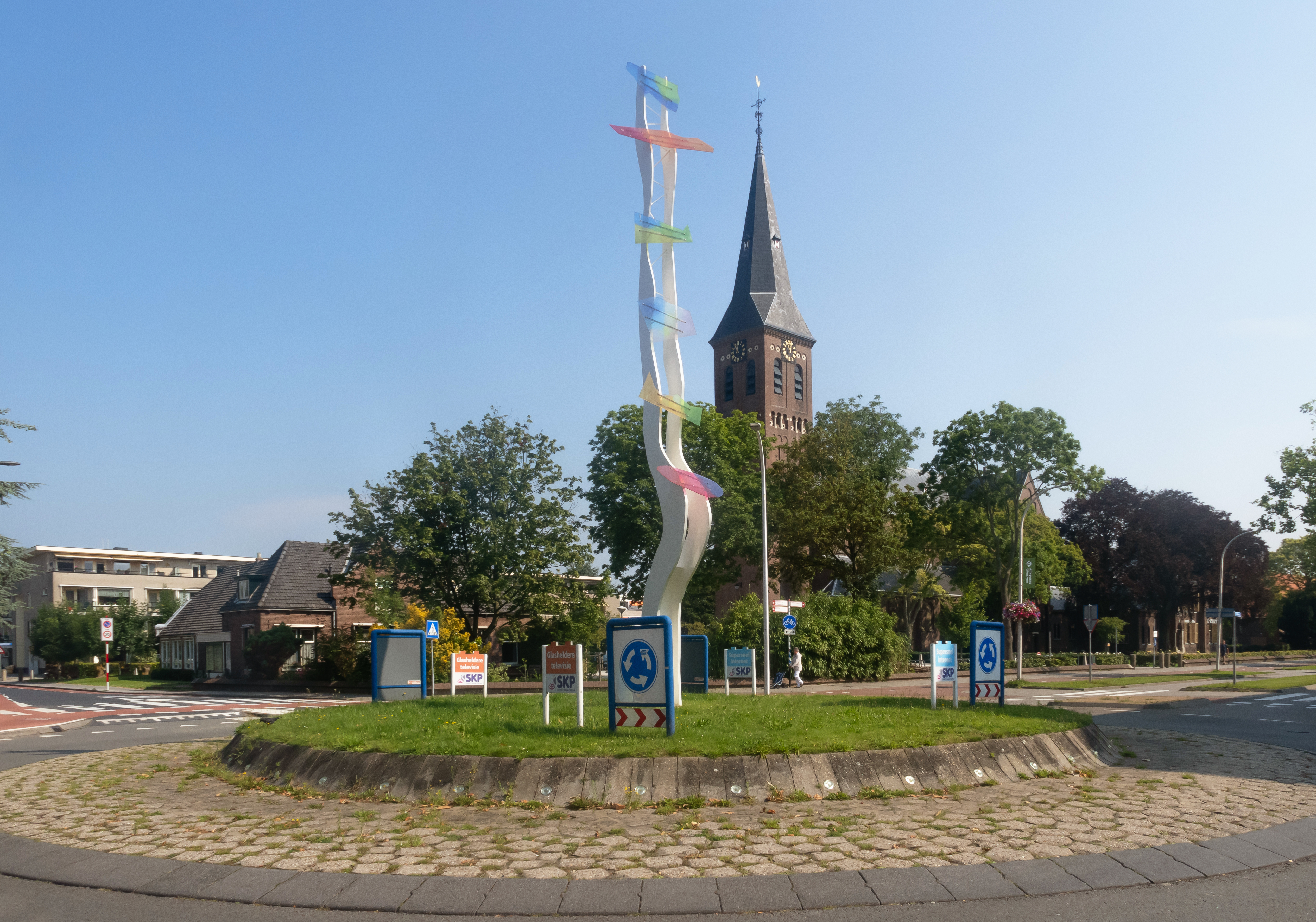
Pijnacker, la iglesia: Sint Johannes de Doperkerk
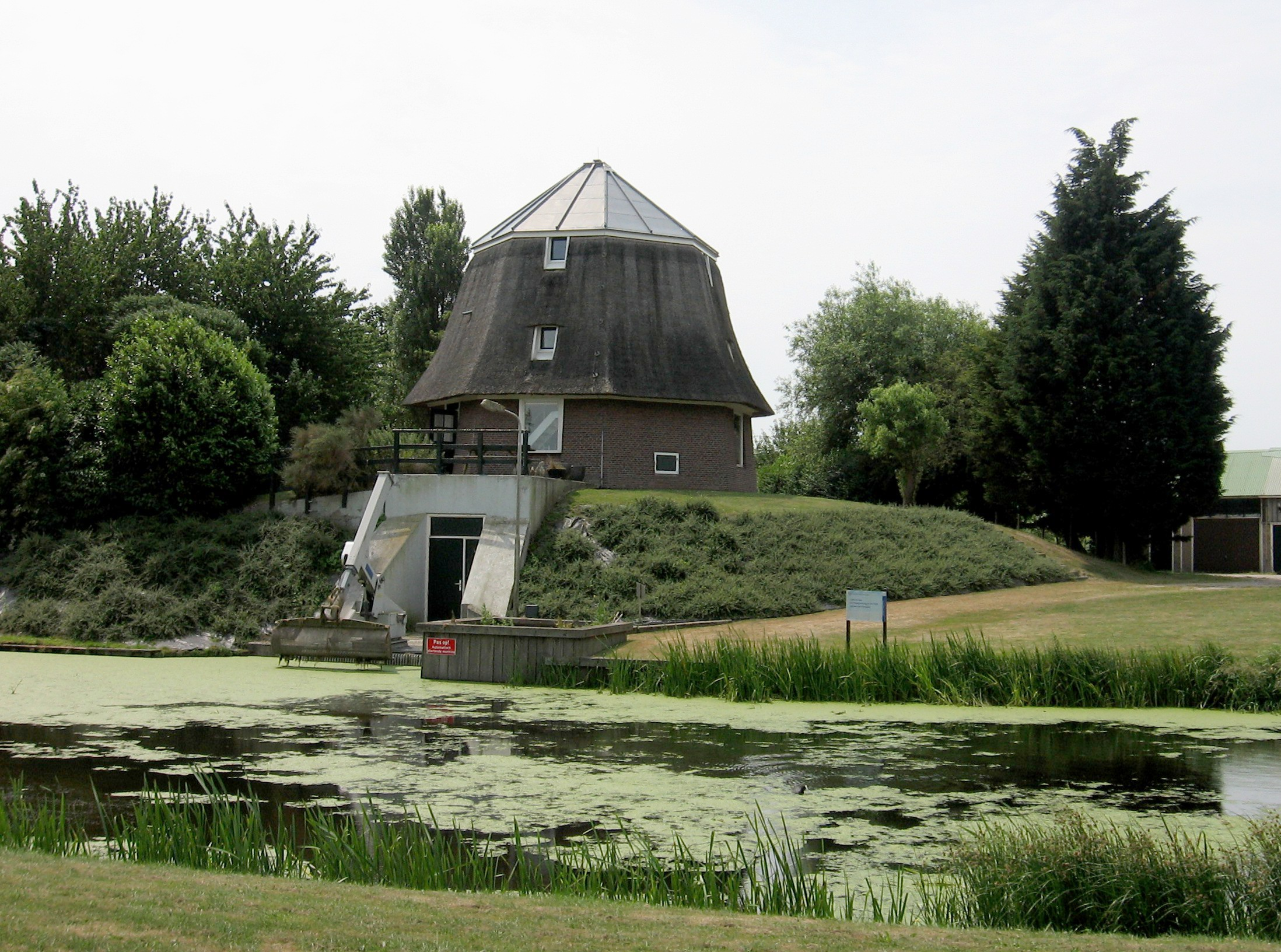
Pijnacker, molino
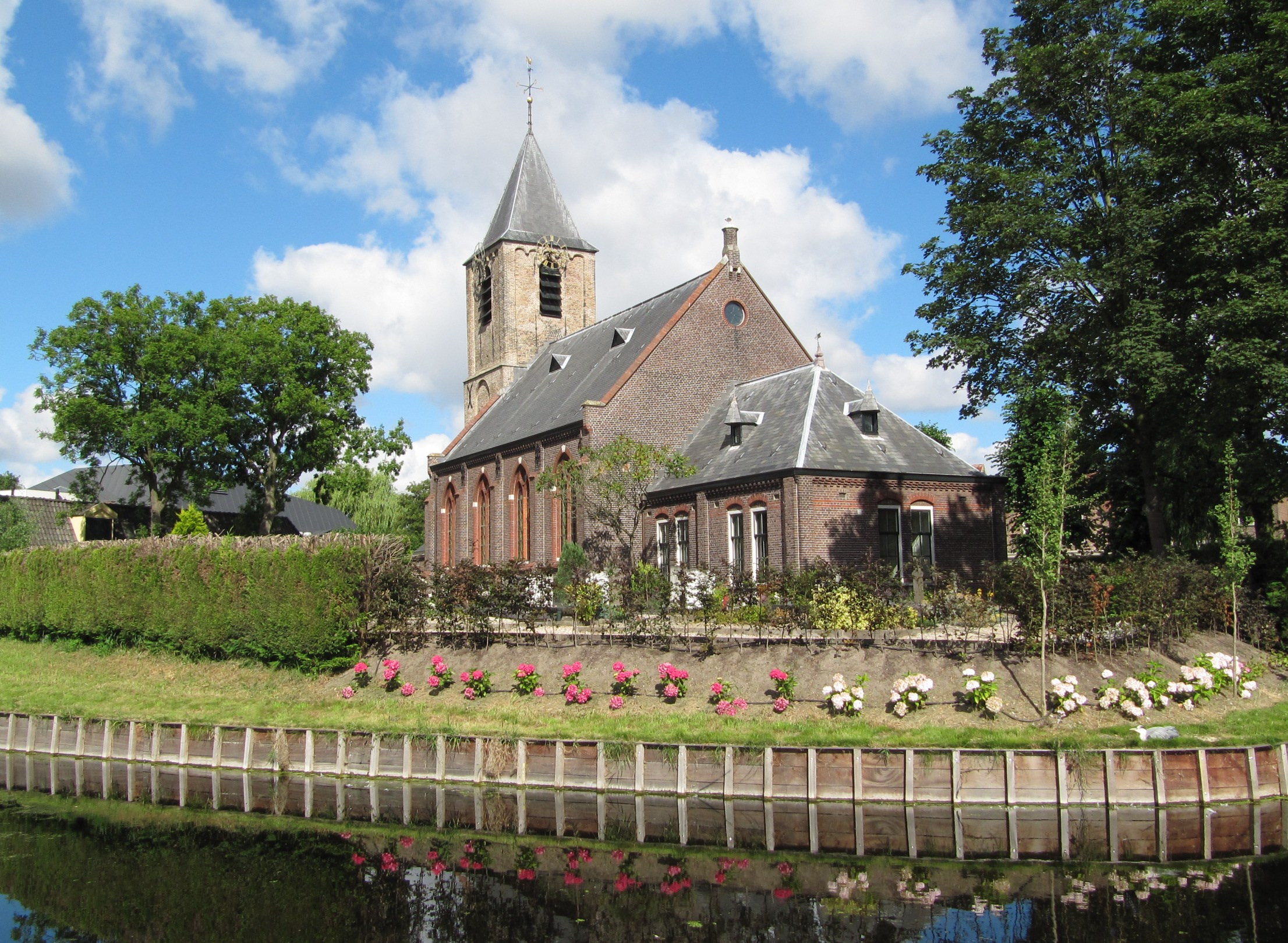
Nootdorp
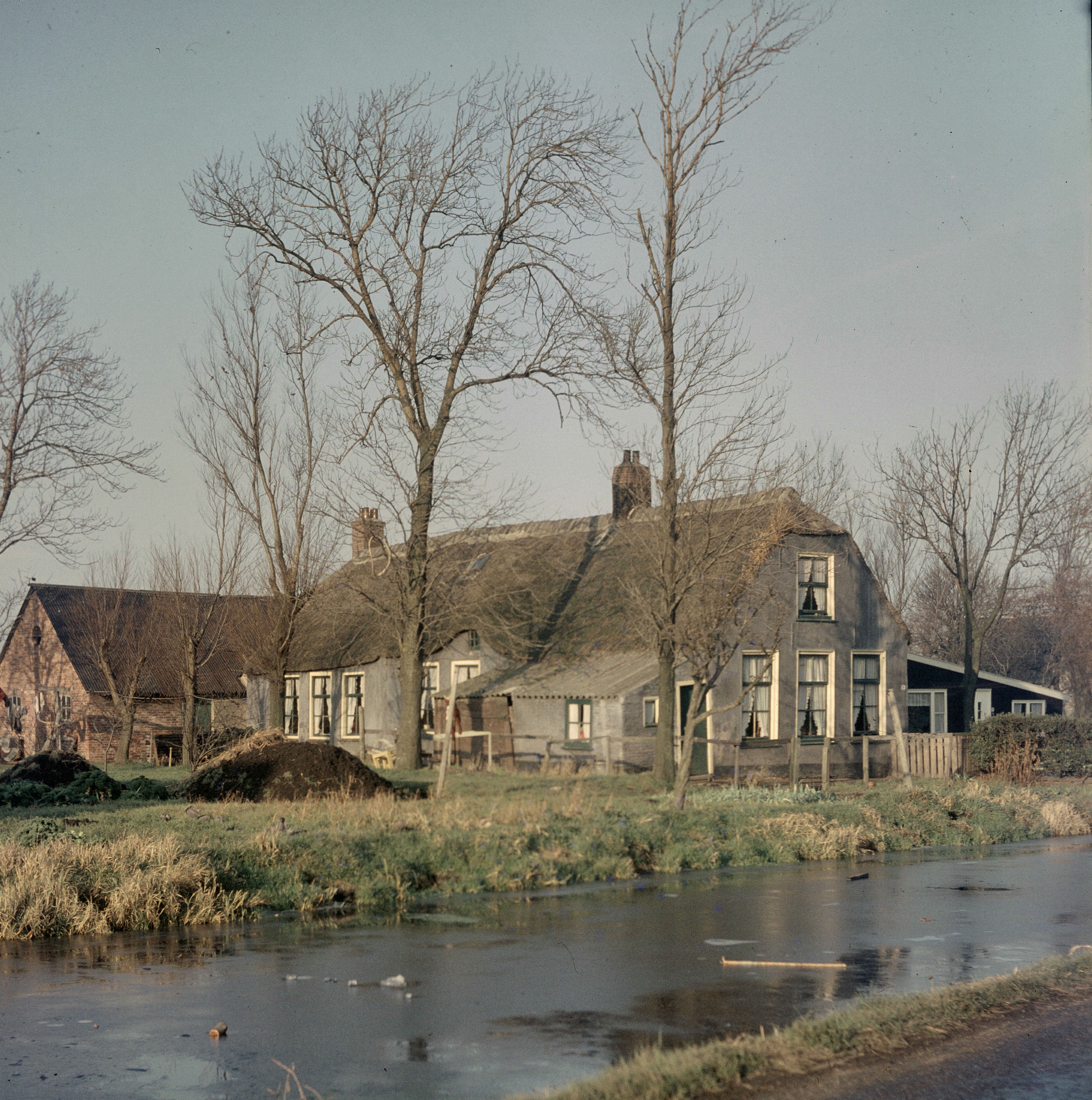
Una granja en Nootdorp
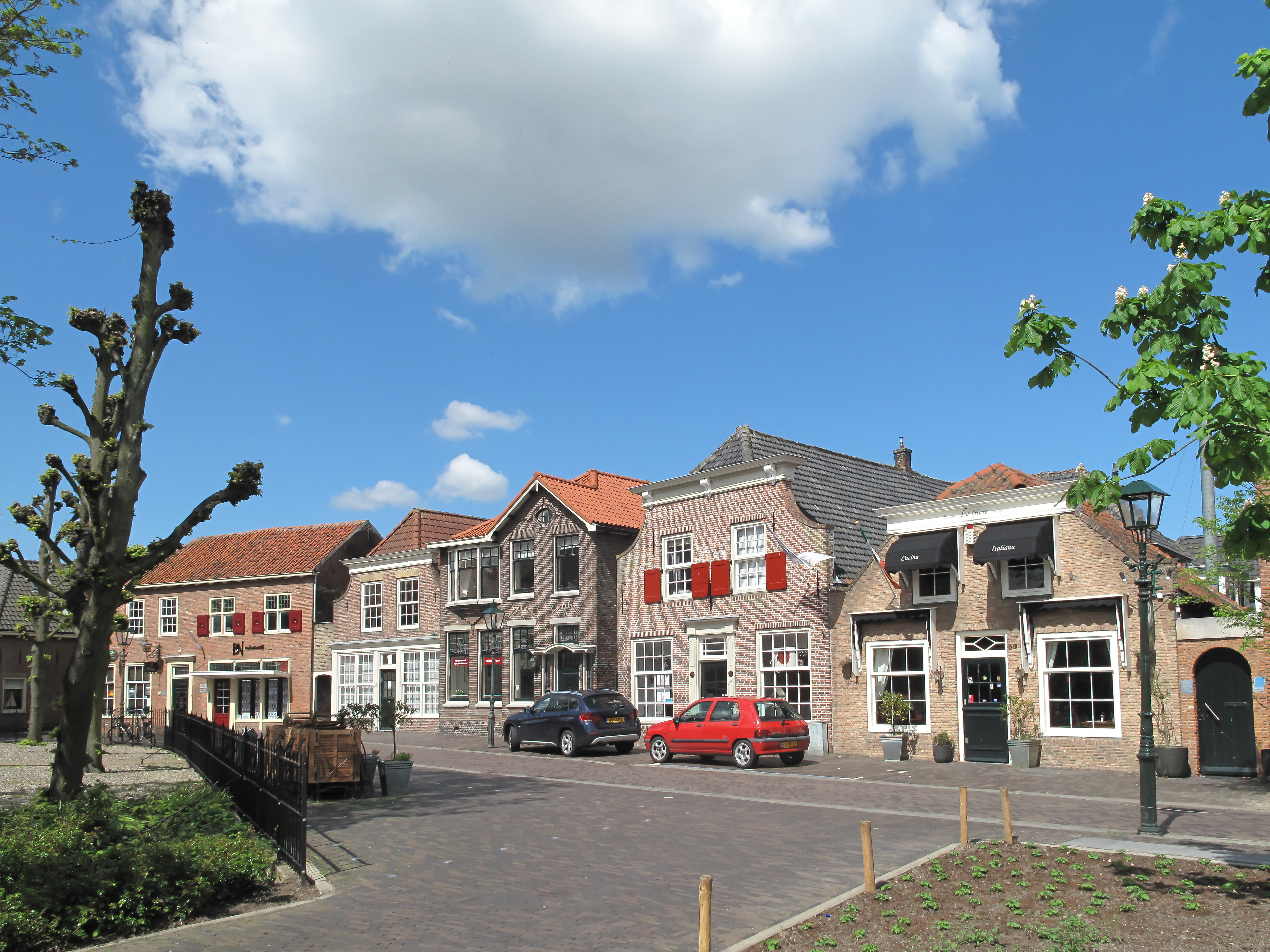
Nootdorp